# 葉山杏子
葉山 杏子（はやま きょうこ）は、日本の元AV女優。

## 経歴
熟女系AV女優として多数の作品に出演。

## 作品

### アダルトビデオ
撮りおろし作品
2002年
- 爛熟 (11月28日、グローリークエスト)
- 高級美熟女 (12月13日、メディアワールド)

2003年
- 綺麗な人妻を犯しませんか (1月15日、隼エージェンシー)
- 熟女女教師 (1月21日、ルビー)
- 熟女恋慕 2 (1月30日、ラハイナ東海)
- 新 三十路 16 (1月30日、ルビー） ※「葉山京子」名義
- 近親遊戯 蔵の中の私 6 (2月14日、グローバルメディアエンタテインメント)
- 乳房 名器妻 7 (2月20日、ディープス)
- マジ人妻にこだわるミリオンがなかなか上がらないレア物の美人妻見つけました (2月28日、ミリオン)…オムニバス作品 他出演:桜木いずみ、桜庭愛子
- 人妻・失格 (3月5日、ラハイナ東海)
- 近親相姦 第7章 (4月18日、)…他出演:水沢風花
- 極上マダムス30・40・50 (5月24日、V&Rプランニング)…オムニバス作品 他出演:桜庭愛子、石倉久子
- 未亡人に上から責められてボクはもう… (5月25日、ケー・ティー・ファクトリー)…オムニバス作品 他出演:秋野志穂、如月愛、松井真利子
- 美熟女 (7月1日、MOODYZ)…共演:桜庭アイコ
- 熟女AV 誘の章 (7月11日、ロイヤル・アート)…オムニバス作品 他出演:友崎亜希、杉本加奈
- 人妻の穴 (7月15日、MOODYZ)…共演:友崎亜希、篠原美由紀
- M-人妻 (7月18日、笠倉出版社）
- 女忍 (8月15日、桃太郎映像出版)

2004年
- 官能ミセススペシャル 熟性巨乳搾り (5月14日、ロイヤル・アート)…オムニバス作品 他出演:友崎亜希、橋立みと
- 実録母子情交 三十路母 (9月8日、グローバルメディアエンタテインメント)…オムニバス作品 他出演:朝倉こずえ、田辺由香利、有澤かずき、愛田かれん、野中雪子、桜田由加里、結城マリア、長瀬優子

　他多数出演
総集編・再編集作品
2003年
- フェラコレ2003冬 (1月15日、隼エージェンシー)…他出演:菊池麗子、桜井沙也加、小森詩、上杉佳代子、愛原莉央、名波由佳、臼井利奈、飯塚マナ、深津マリ、山咲樹里、三上翔子、片岡彩香、風吹淳
- 16人の手コキ嬢 (2月13日、隼エージェンシー)…他出演:菊池麗子、桜井沙也加、小森詩、上杉佳代子、愛原莉央、風吹涼、名波由佳、臼井利奈、前田梢、高野あゆみ、飯塚マナ、片岡彩音、深津マリ、山咲樹里、仲真リカ
- フェラ祭り (2月13日、隼エージェンシー)…他出演:菊池麗子、桜井沙也加、小森詩、上杉佳代子、愛原莉央、風吹涼、名波由佳、臼井利奈、飯塚マナ、片岡彩音、深津マリ、山咲樹里、三上翔子
- おんなのこのおなにー 3 (2月20日、ディープス)…他出演:朝河蘭、うさみ恭香、星川みなみ、相沢静、安藤恵理香、萩原さやか、臼井利奈、楠真由美、矢田涼子、友崎亜希、矢口絵里香、若林るい、はらだはるな、大河内美奈

2005年
- 嗚呼 癒しの巨乳熟女 (7月22日、笠倉出版社)…他出演:友崎亜希、楠真由美、小泉麻由、友田真希、葉山杏子、宮下真紀

2006年
- 熟れ濡れ熟女中出し 八 千野麗香、岡江由美子、嶋田奈々子、京野ひろみ、西条芳恵、葉山杏子 (9月20日、ドリームステージ)

他多数出演